# Eugen de Blaas
Pour les articles homonymes, voir de Blaas.
Eugen(e) de Blaas, ou Eugen(e) von Blaas, ou Eugenio de Blaas (né le 24 juillet 1843 à Albano Laziale, dans la province de Rome, Latium – mort à Venise le 10 février 1931) est un peintre académique italien d'origine autrichienne, qui a été actif à la fin du XIXe  et au début du XXe siècle.

## Biographie
Fils du peintre d'histoire autrichien Karl von Blaas, qui sera aussi son premier professeur, Eugen de Blaas apprend son art dans les académies de Venise, Vienne et Paris. Il s'installe à Venise et peint des monuments et des paysages de la région vénitienne, mais surtout des portraits de femmes, genre dans lequel il excelle et auquel il doit sa notoriété. Ses œuvres sont exposées dans les musées de Leicester, Melbourne,  Nottingham, Sheffield, Sydney, Vienne et Trieste. Son frère Julius von Blaas est un peintre animalier réputé.

## Œuvres
- Conversion des Rhætiens par Saint-Valentin.
- Cimabue et Giotto.
- Scène du Décaméron.
- Dogaresse allant à l'église.
- Scènes sur balcon à Venise (1877).
- Procession nuptiale, place Saint Marc.
- Masques vénitiens.
- Un voyage à Murano, Musée de Vienne (Autriche).

## Référence culturelle
- En 2011, dans son album "Human Encounter", Salim Ghazi Saeedi a dédicacé à Eugen de Blaas un morceau intitulé "For Eugene, Distilling the Delicacy"[1].

## Quelques œuvres

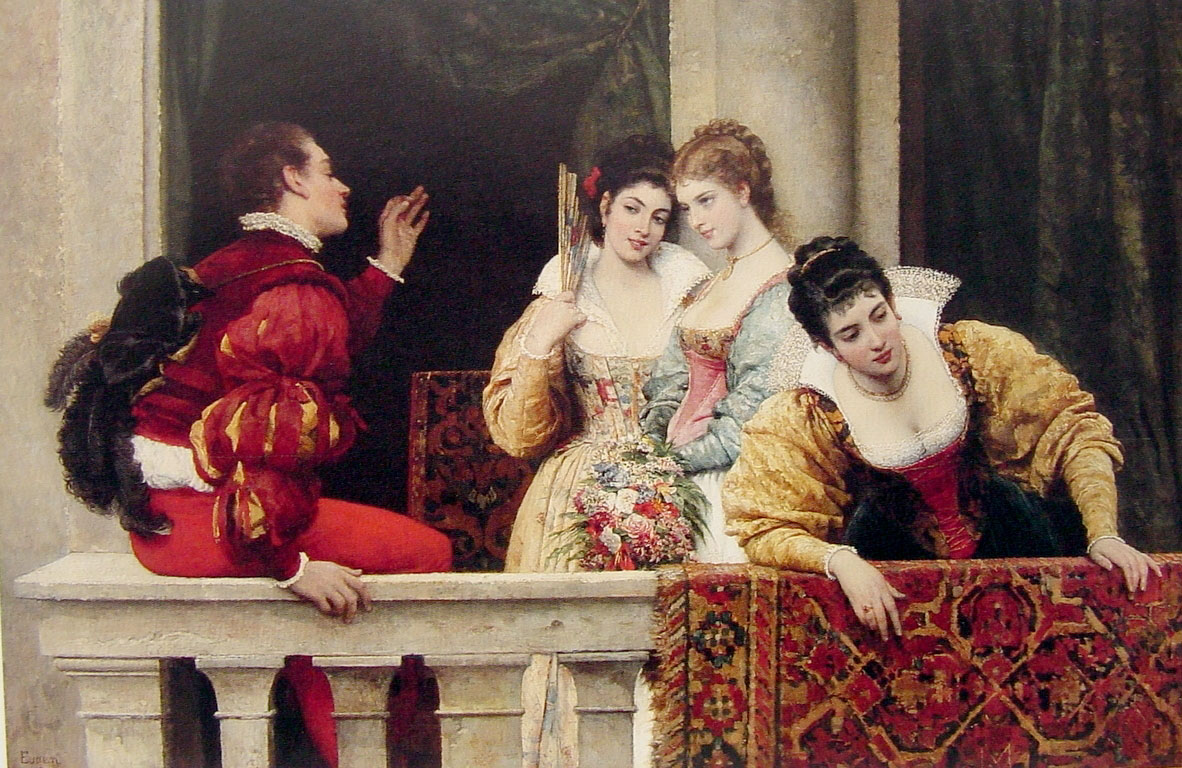
Sur le balcon (1877)
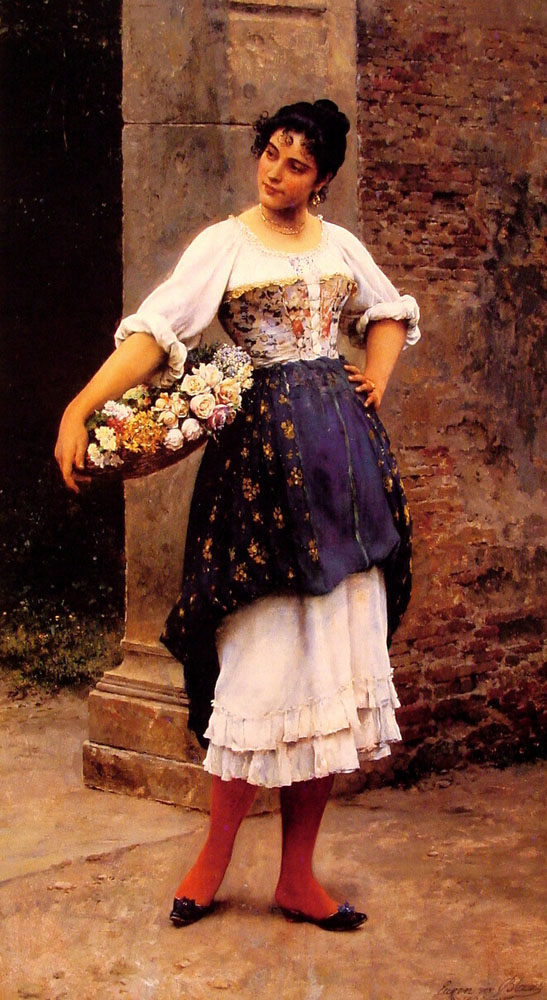
Vendeuse de fleurs vénitienne (1895)
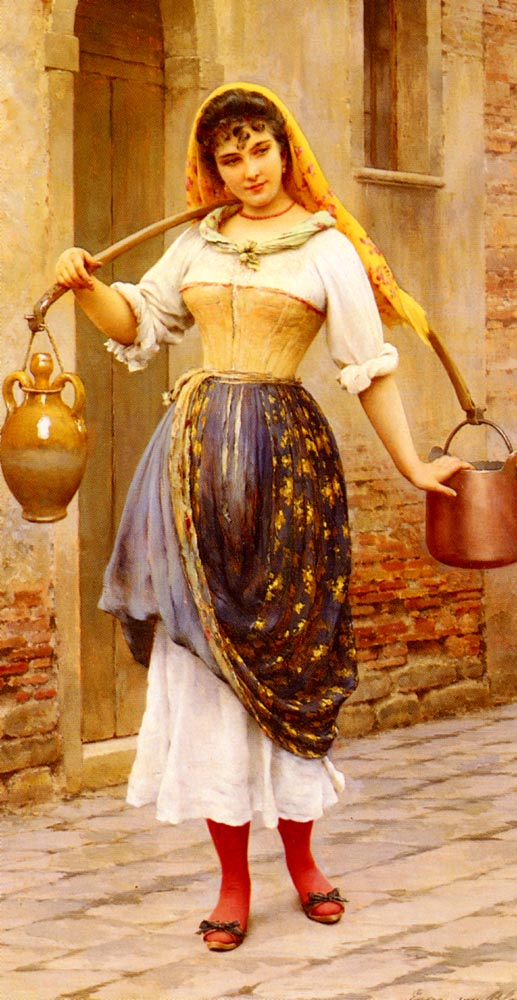
Le Travail
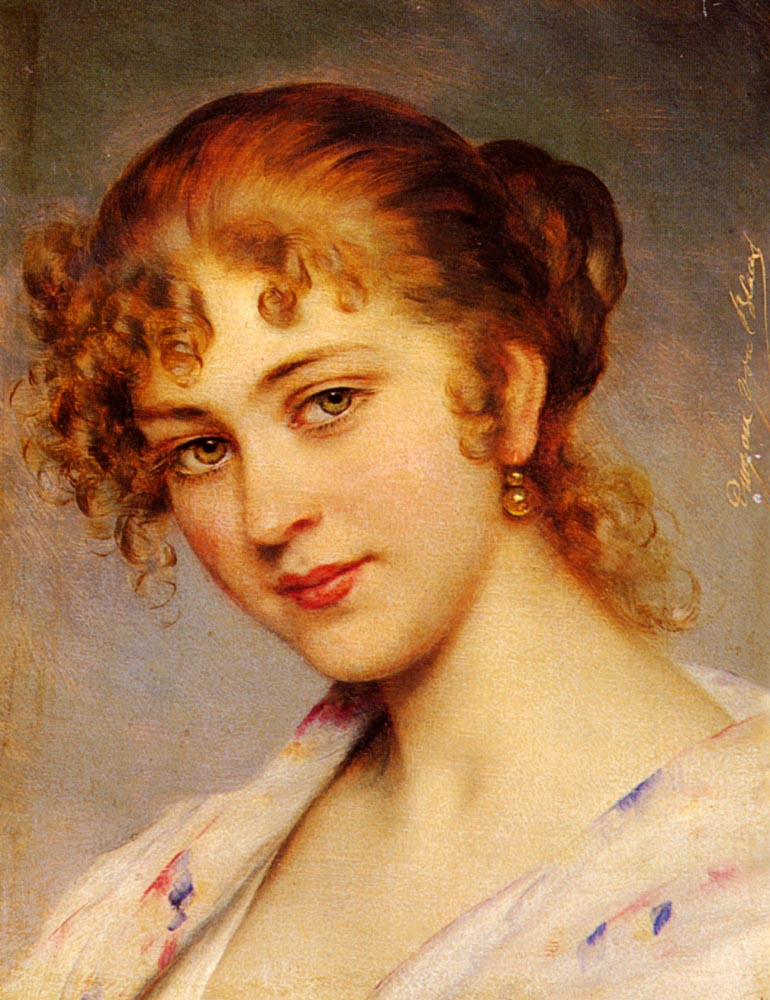
Portrait de jeune femme
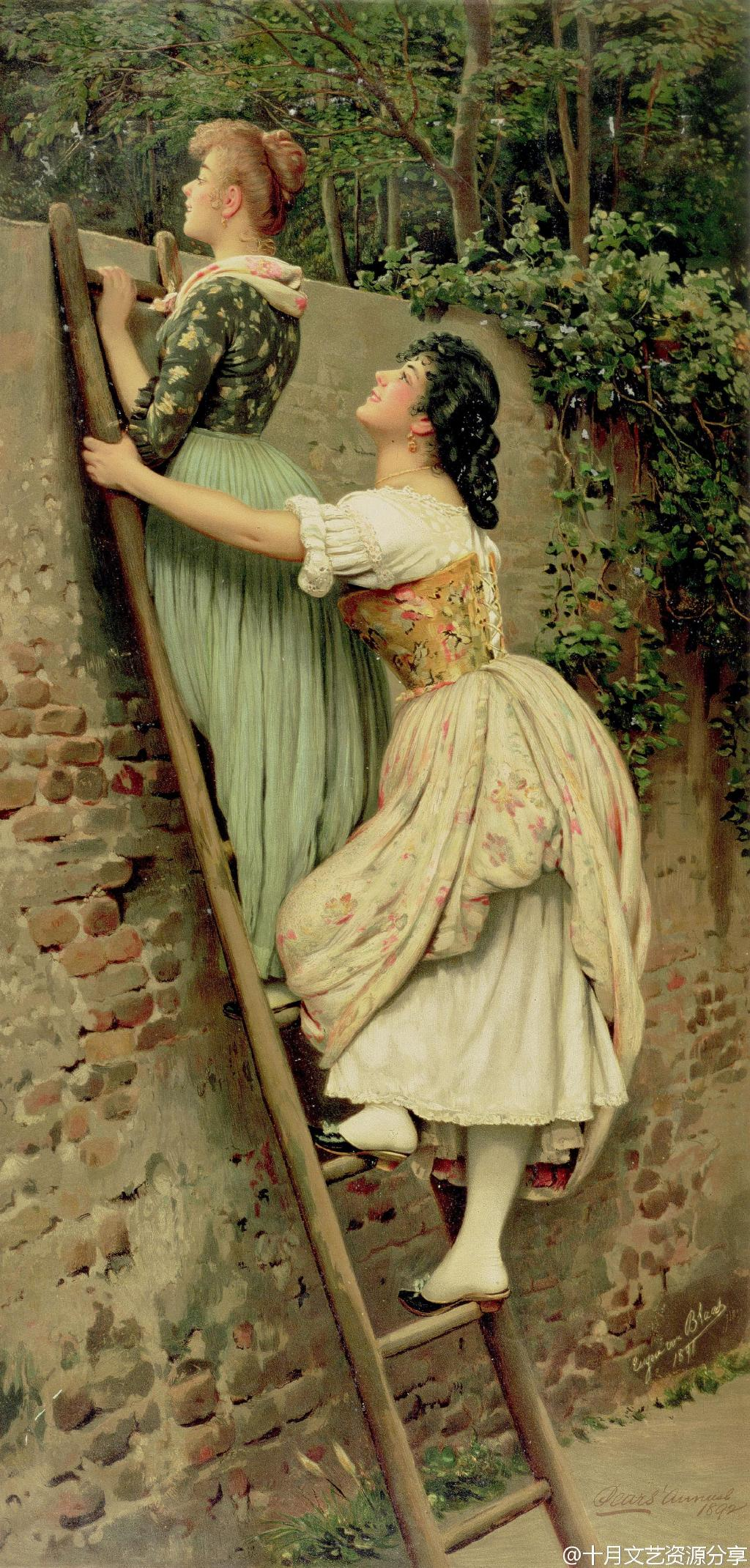
Curiosité (1892)
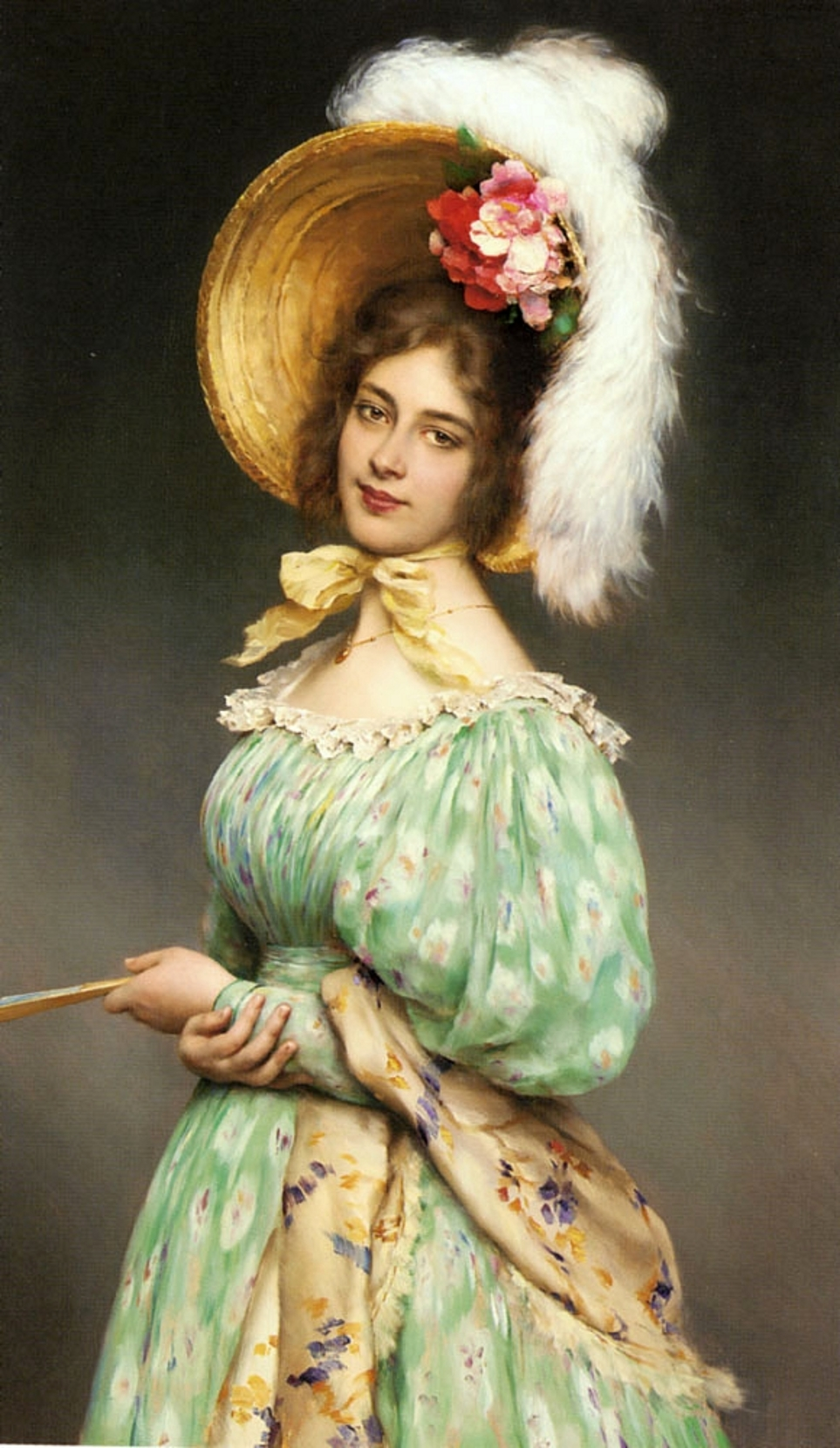
Musette (1900)
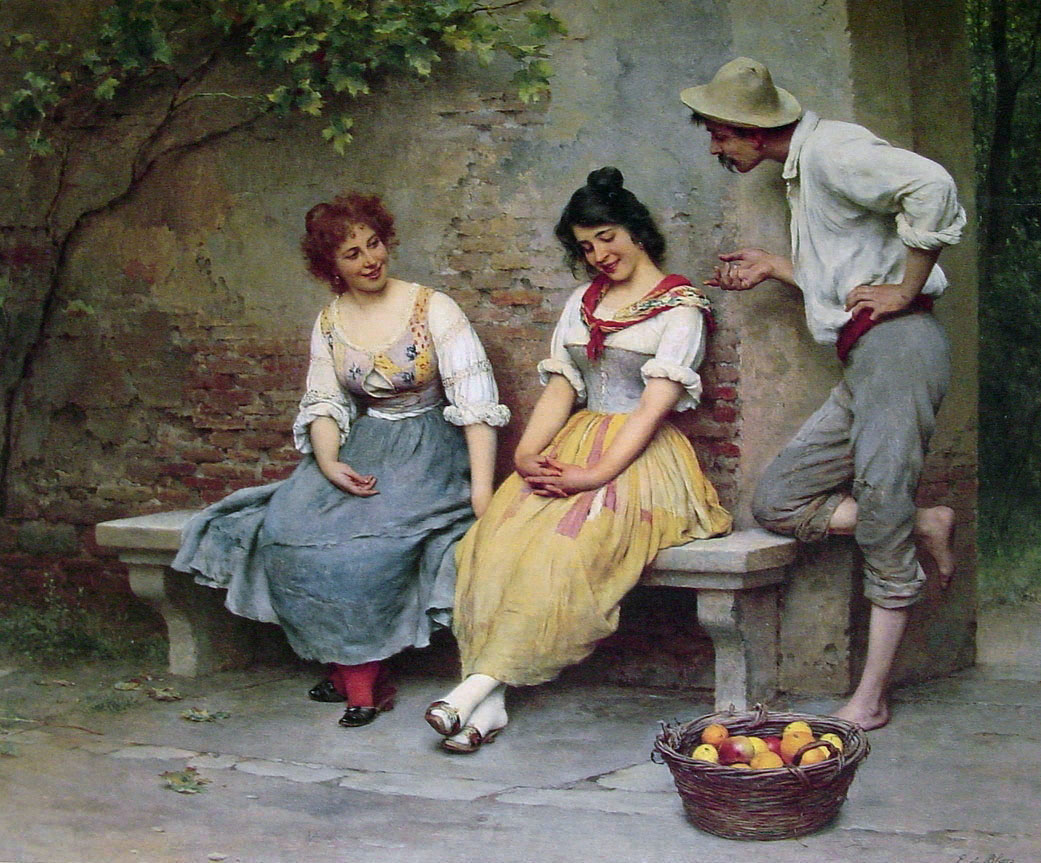
Le Flirt (1904)
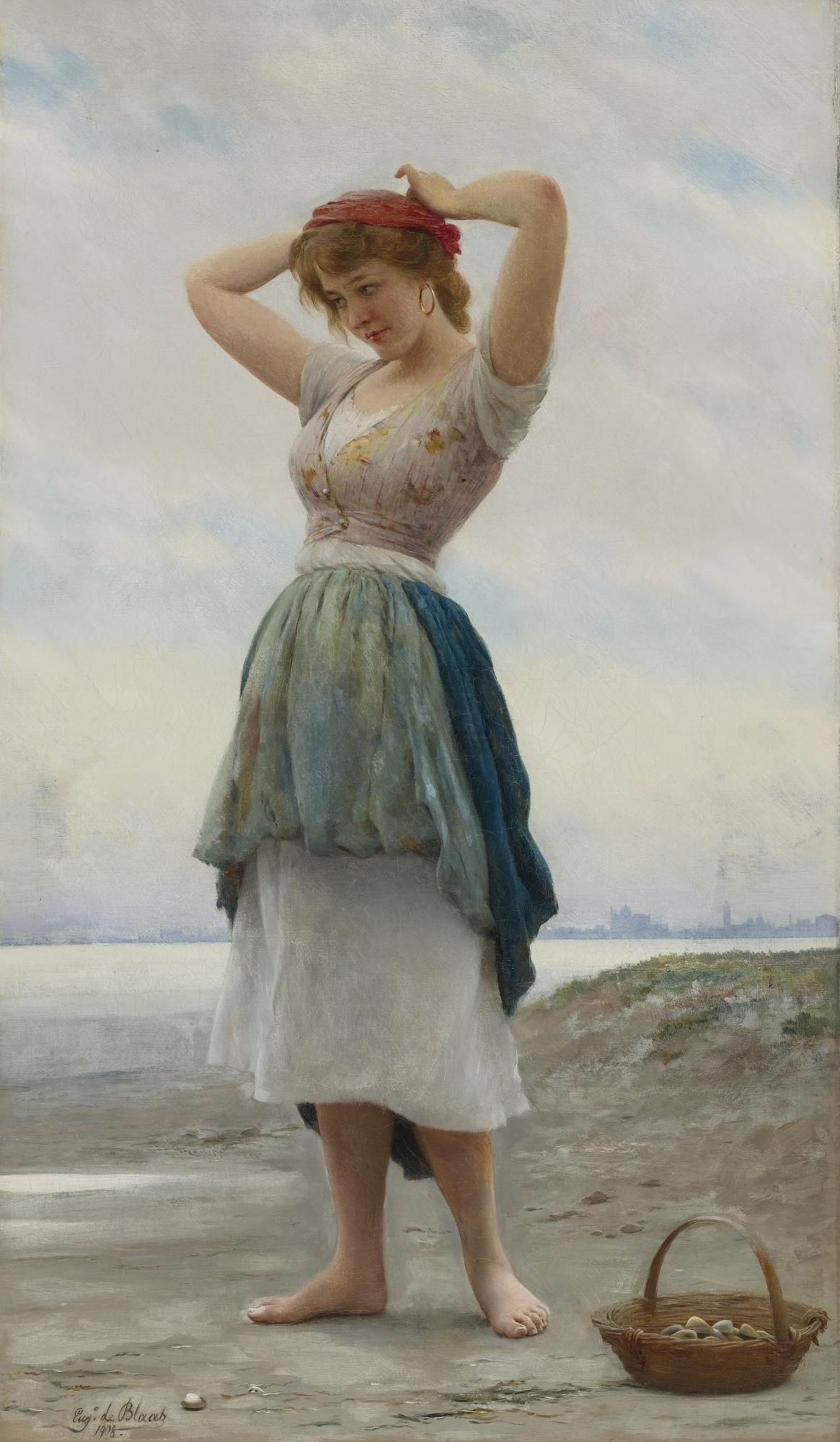
Sur la plage (1908)
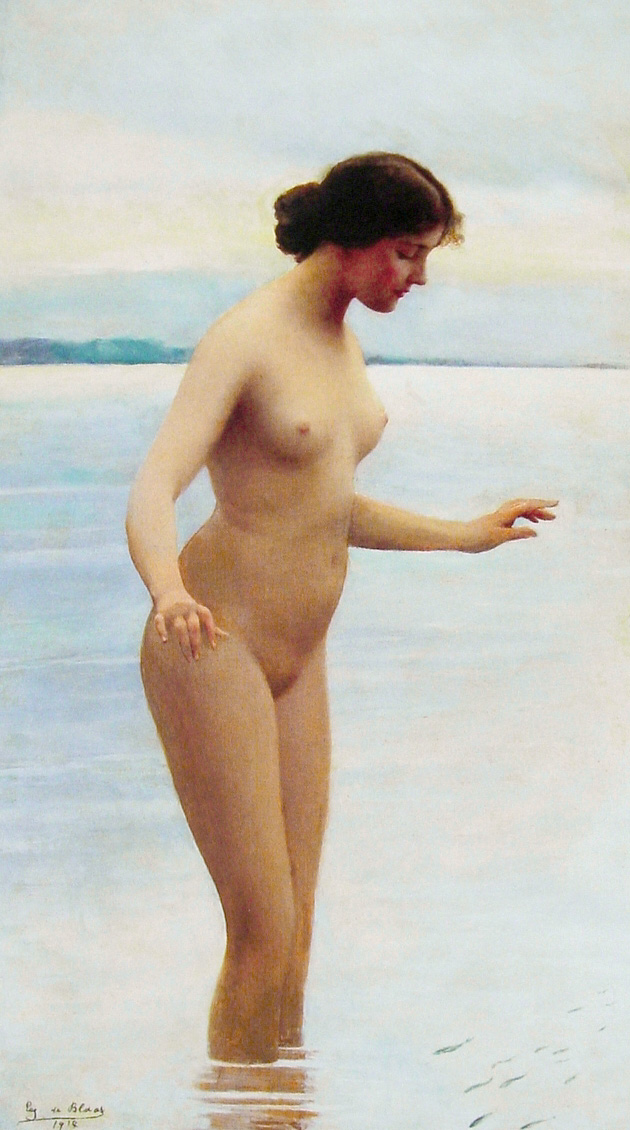
Dans l'eau (1914)